# Argeus
Argeus (altgriechisch Ἀργεύς Argeús) ist ein mythologischer König von Argos, Sohn des Megapenthes und der Vater des Anaxagoras.